# Toni Danzer

Die Alpspitze am Morgen; Öl auf Leinwand

Toni Danzer (* 19. Februar 1891 in München; † 1. Dezember 1951 in Dachau) war ein deutscher Maler, der überwiegend Aquarelle fertigte.

## Leben und Wirken
Er war Technischer Zeichner und arbeitete später als Gemeindebeauftragter für die Rentenversicherung. In seiner Freizeit widmete er sich der Malerei. Diesbezüglich war er Autodidakt.
Im Zweiten Weltkrieg wurde seine Wohnung völlig ausgebombt. 1945 übersiedelte er nach Dachau. Dort wohnte er bis zu seinem Tode. Für seine Bilder bevorzugte der Künstler die Gegend um Dachau oder der Blutenburg. Dabei handelt es sich überwiegend um Sommerlandschaften mit wenig schmückenden Beiwerk. 
Toni Danzer war seit 1920 mit Clara Besch verheiratet. Aus der Ehe ging eine Tochter hervor.

## Künstlerisches Werk
Bei seinen Darstellungen bevorzugte er kräftige Farben und einen breiten Pinselduktus. 

## Werke (Auswahl)
- Beim gotischen Kirchlein St. Stephanus in Steinkirchen mit altem Krankenhaus, Aquarell
- Rückseite der Hartmannhäuser an der Augsburger Landstraße, Aquarell